# Quérénaing
Quérénaing est une commune française, située dans le département du Nord en région Hauts-de-France.

## Géographie
À environ 8 kilomètres au sud de Valenciennes, sur la route départementale 958, en direction de Solesmes.

### Communes limitrophes
| Maing                 | Famars                          |        |
| Monchaux-sur-Écaillon | Quérénaing                      | Artres |
| Verchain-Maugré       | Sommaing Vendegies-sur-Écaillon |        |

### Hydrographie
La commune est située dans le bassin Artois-Picardie. Elle n'est drainée par aucun cours d'eau,.

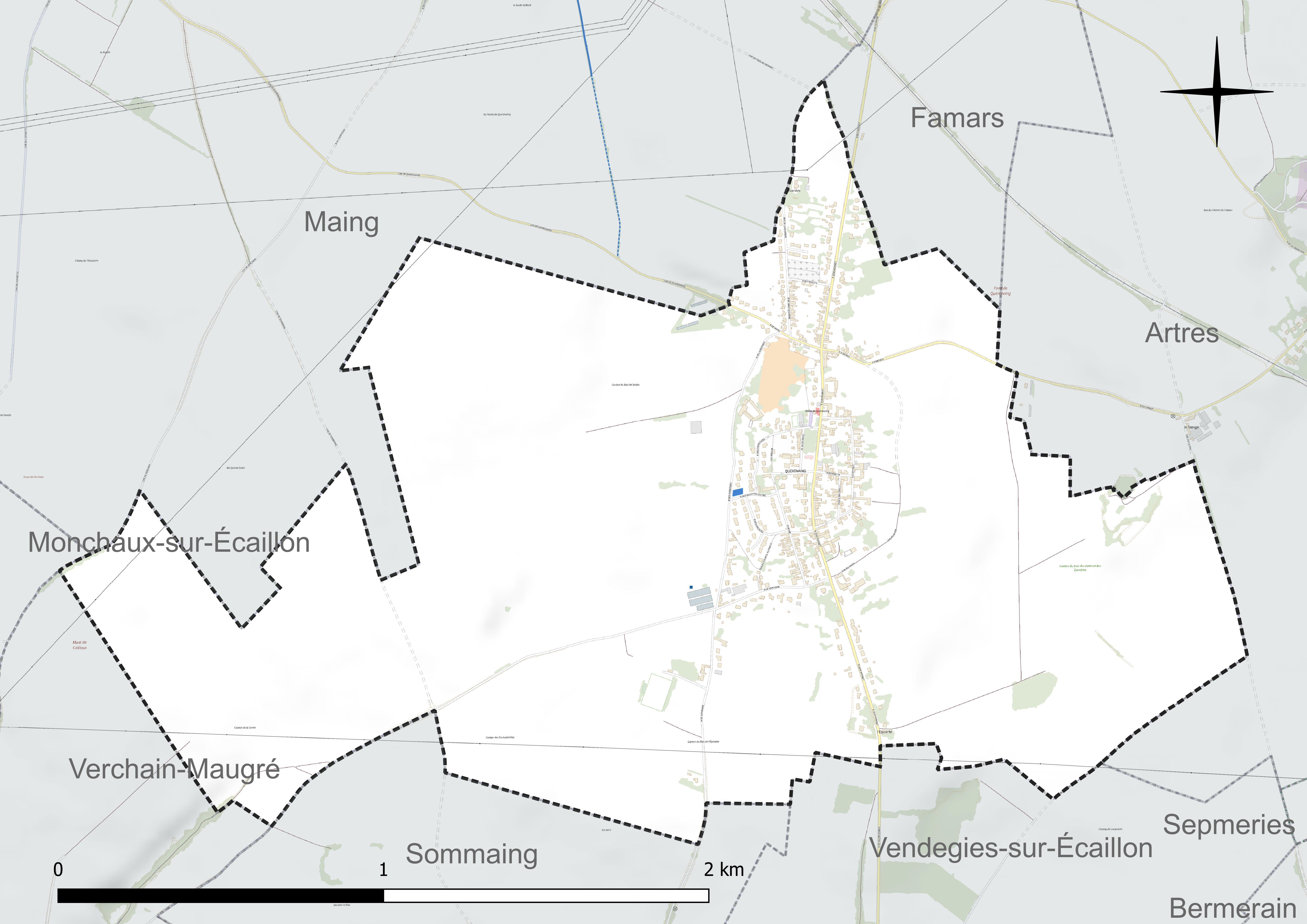
Réseau hydrographique de Quérénaing.

### Climat
Pour des articles plus généraux, voir Climat des Hauts-de-France et Climat du Nord.
En 2010, le climat de la commune est de type climat océanique dégradé des plaines du Centre et du Nord, selon une étude du CNRS s'appuyant sur une série de données couvrant la période 1971-2000. En 2020, Météo-France publie une typologie des climats de la France métropolitaine dans laquelle la commune est exposée à un climat océanique altéré et est dans la région climatique  Nord-est du bassin Parisien, caractérisée par un ensoleillement médiocre, une pluviométrie moyenne régulièrement répartie au cours de l'année et un hiver froid (3 °C). 
Pour la période 1971-2000, la température annuelle moyenne est de 10,3 °C, avec une amplitude thermique annuelle de 14,7 °C. Le cumul annuel moyen de précipitations est de 766 mm, avec 11,7 jours de précipitations en janvier et 9,2 jours en juillet. Pour la période 1991-2020, la température moyenne annuelle observée sur la station météorologique la plus proche, située sur la commune de Valenciennes à 8 km à vol d'oiseau, est de 11,0 °C et le cumul annuel moyen de précipitations est de 694,1 mm,. Pour l'avenir, les paramètres climatiques de la commune estimés pour 2050 selon différents scénarios d'émission de gaz à effet de serre sont consultables sur un site dédié publié par Météo-France en novembre 2022.

## Urbanisme

### Typologie
Au 1er janvier 2024, Quérénaing est catégorisée bourg rural, selon la nouvelle grille communale de densité à sept niveaux définie par l'Insee en 2022.
Elle est située hors unité urbaine. Par ailleurs la commune fait partie de l'aire d'attraction de Valenciennes (partie française), dont elle est une commune de la couronne,. Cette aire, qui regroupe 102 communes, est catégorisée dans les aires de 200 000 à moins de 700 000 habitants,.

### Occupation des sols
L'occupation des sols de la commune, telle qu'elle ressort de la base de données européenne d'occupation biophysique des sols Corine Land Cover (CLC), est marquée par l'importance des territoires agricoles (90,1 % en 2018), en diminution par rapport à 1990 (91,8 %). La répartition détaillée en 2018 est la suivante : 
terres arables (83,9 %), zones urbanisées (9,9 %), prairies (6,2 %). L'évolution de l'occupation des sols de la commune et de ses infrastructures peut être observée sur les différentes représentations cartographiques du territoire : la carte de Cassini (XVIIIe siècle), la carte d'état-major (1820-1866) et les cartes ou photos aériennes de l'IGN pour la période actuelle (1950 à aujourd'hui).

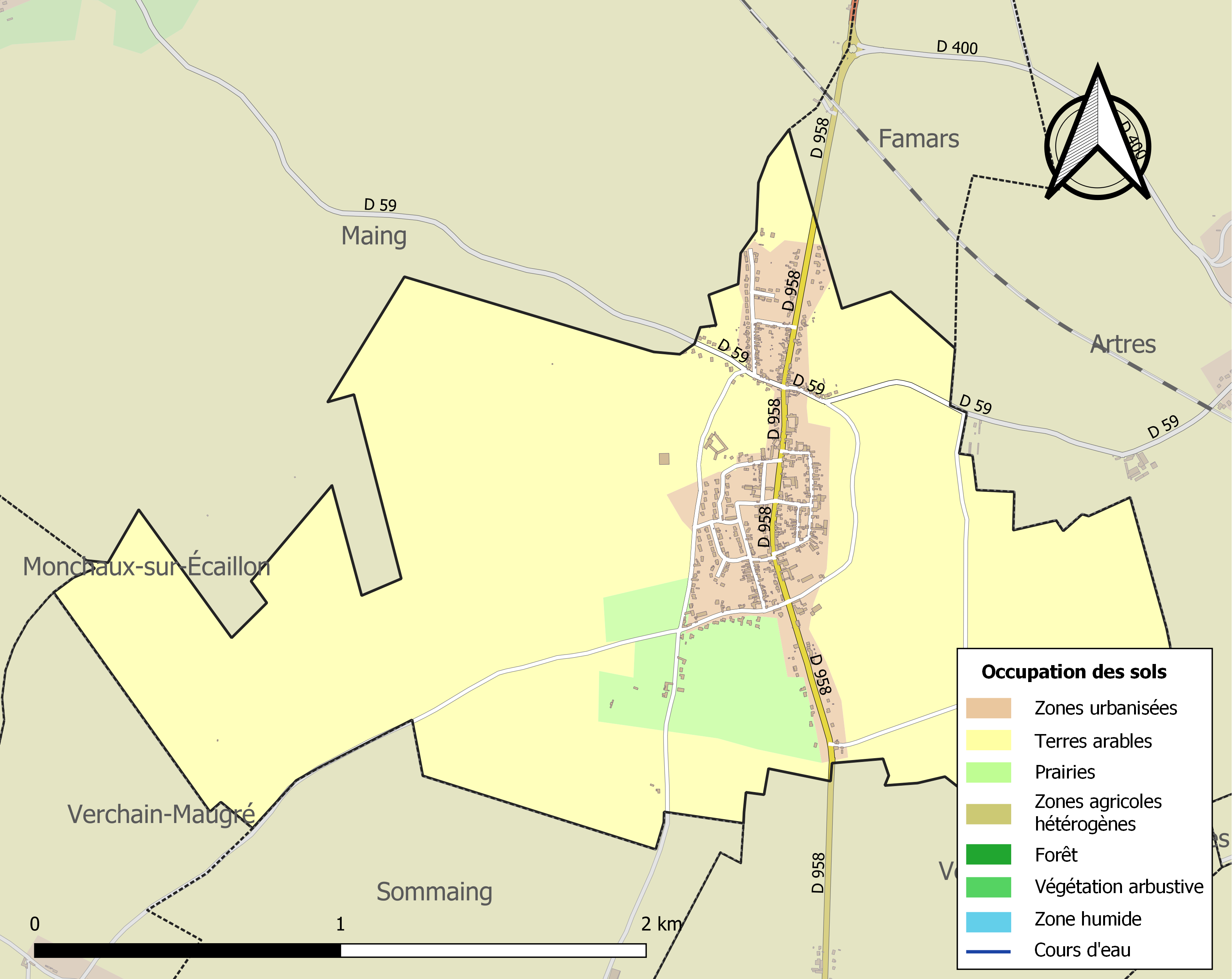
Carte des infrastructures et de l'occupation des sols de la commune en 2018 (CLC).

### Voies de communications et transports
La commune est desservie par les lignes 803 et 823 du réseau interurbain Arc-en-Ciel 3.

## Héraldique
|  | Les armes de Quérénaing sont celles de la Maison de Haynin et se blasonnent : « d'or, à la croix engrêlée de gueules »[réf. nécessaire] |

## Histoire
En 1634, Claude de Hennin est seigneur de Quérénaing, Warlaing, Baudimont, prévôt de Valenciennes. Il est d'une famille noble depuis plus de 200 ans. Le 16 mars 1634, des lettres données à Madrid lui accordent la chevalerie.
En février 1698, la terre de Quérénaing, mouvante du roi à cause du comté du Hainaut, est érigée en marquisat (titre de marquis) au profit de Philippe Louis de Haynin (maison de Haynin). La terre de Quérénaing consiste en un beau château revêtu de murailles, tours, pont-levis, basse-cour, colombier, grand plantis d'arbres et terres labourables, consistant en 1100 mencaudées (une mencaudée vaut 35 à 45 ares soit au total de l'ordre de 440 hectares) de terres avec haute, moyenne et basse justice (justice seigneuriale), en y incorporant la terre et seigneurie de Warlaing, ayant haute, moyenne et basse justice , grande quantité de prairies et bois, terres labourables, plusieurs mouvances , droits seigneuriaux, etc., par lettres données à Versailles et enregistrées le 12 avril suivant. Philippe Louis de Haynin est écuyer, seigneur de Quérénaing, Warlaing, etc., fils du seigneur de Quérénaing et de Thérèse de Lens, fille d'honneur de la duchesse d'Orléans et fille et sœur des comtes de Blendecques, maison alliée aux plus illustres familles de Flandre, ayant été reçue aux chapitres de Nivelles (abbaye de Nivelles), Denain (abbaye de Denain) et autres. Il a épousé Marie Madeleine Charlotte Damman, fille du vicomte Damman d'Hérines, grand bailli de la ville et pays de Tournai. Il a pour armes « D'or à la croix dentelée de gueules, l'écu brisé au premier canton d'une tête de sanglier de sable ».
Une descendante Thérèse Louise Antoinette de Haynin, marquise de Quérénaing, va épouser Octave Alexandre de Nédonchel, (1697-1756), chevalier, baron de Bouvignies et de Ravensberghe (seigneurs de Ravensberghe).
Le 25 août 1914, l'armée impériale allemande exécute 21 civils lors des atrocités allemandes commises au début de l'invasion.

## Politique et administration

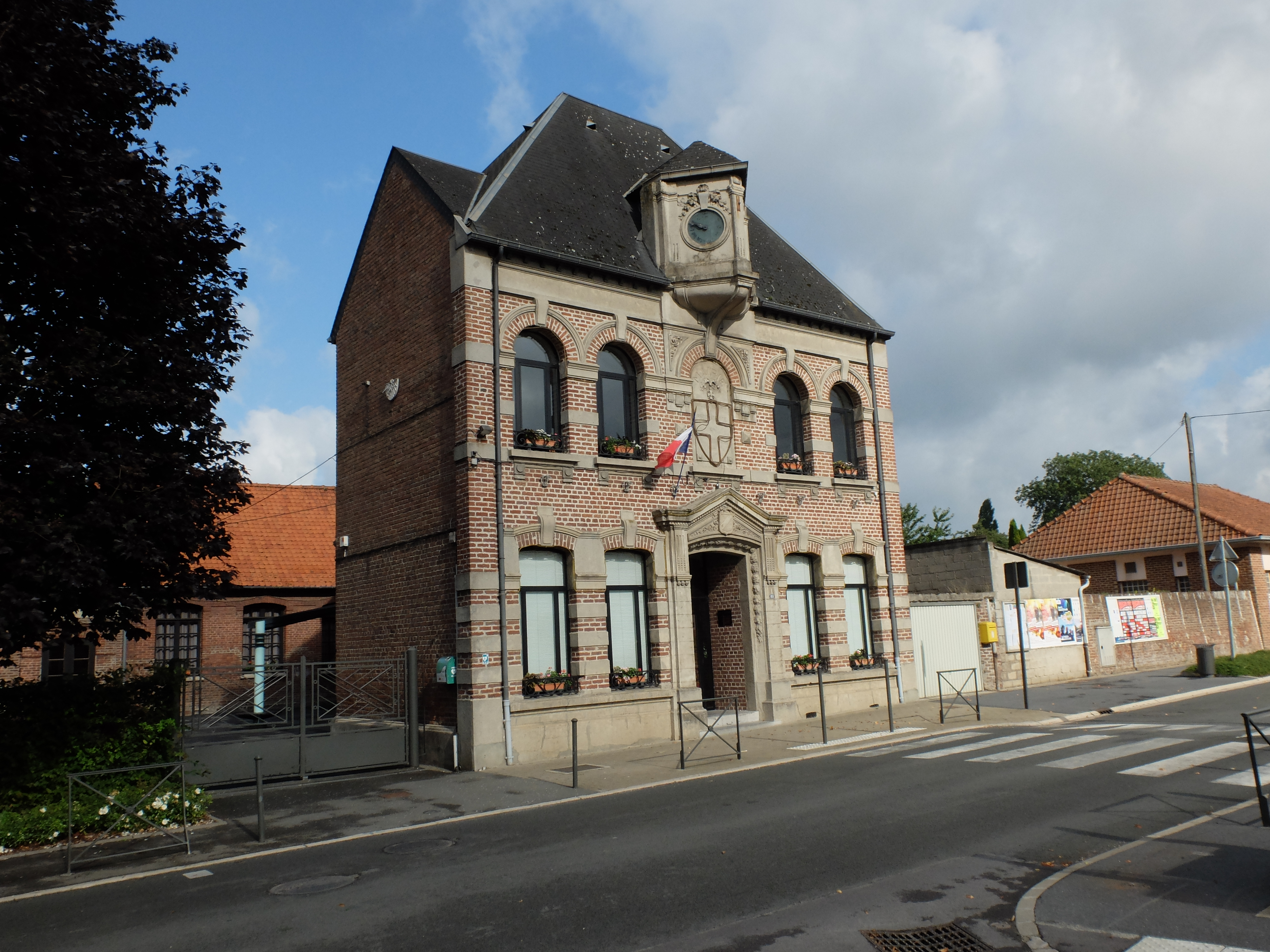
La mairie.

### Liste des maires successifs

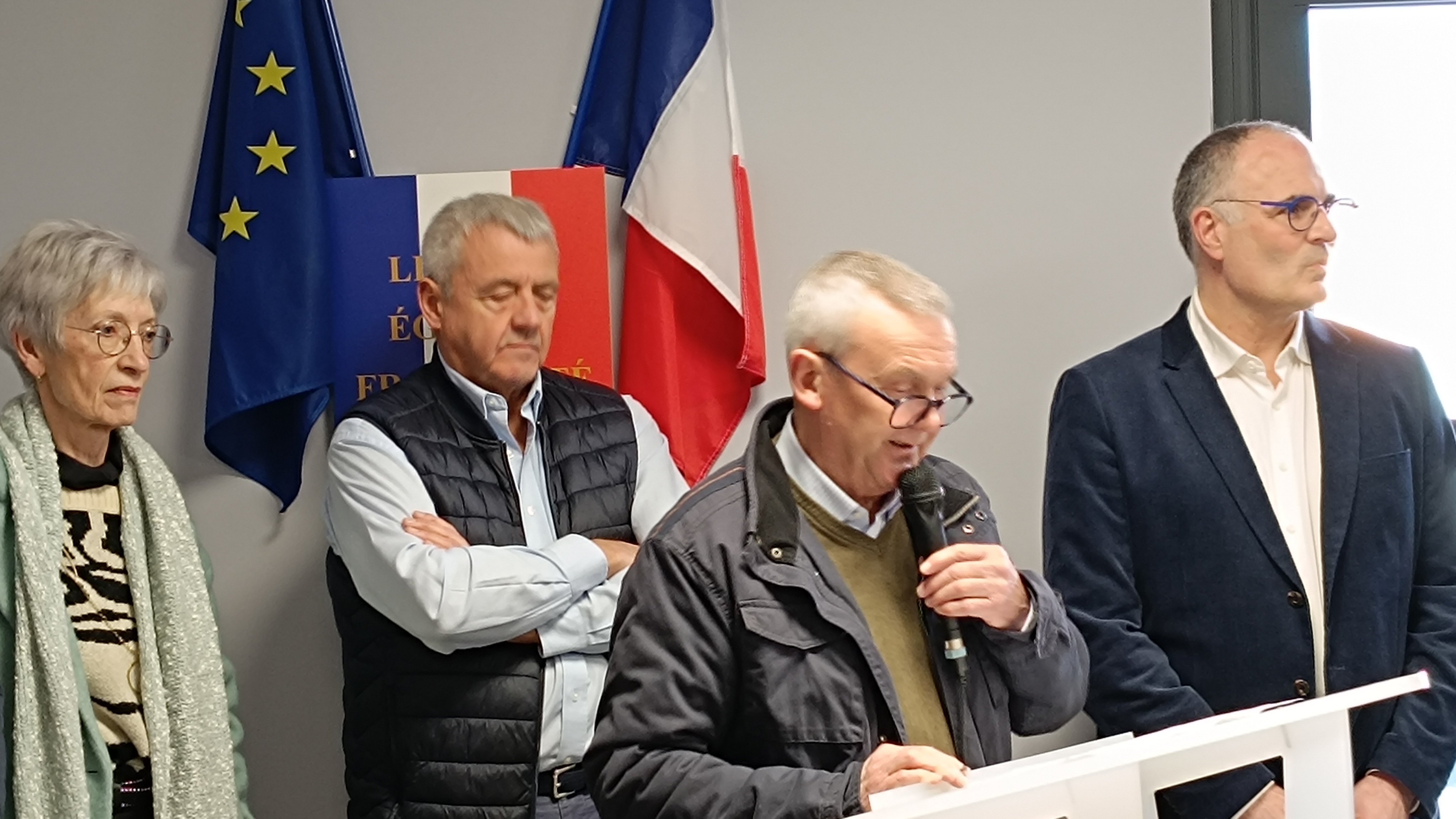
Mme Derche, Dominique Serrano, pdt du Grand Prix de Denain ; Didier Joveniaux maire de Quérénaing et Christian Bisiaux, maire de Verchain-Maugré lors de la l'inauguration du secteur pavé Jean-Luc Derche, le 17 février 2024.

Maire de 1802 à 1807 : Souplet,.

Maire en 1881 : Tamboise.
| Identité                                     | Période   | Période   | Durée            | Étiquette        |
| Identité                                     | Début     | Fin       | Durée            | Étiquette        |
| -------------------------------------------- | --------- | --------- | ---------------- | ---------------- |
| Michel François (d)                          | mars 1989 | mars 2014 | 25 ans           | Parti socialiste |
| Didier Joveniaux (d) (né le 21 juillet 1970) | mars 2014 | En cours  | 11 ans et 5 mois | indépendant      |

### Instances judiciaires et administratives
La commune relève du tribunal d'instance de Valenciennes, du tribunal de grande instance de Valenciennes, de la cour d'appel de Douai, du tribunal pour enfants de Valenciennes, du conseil de prud'hommes de Valenciennes, du tribunal de commerce de Valenciennes, du tribunal administratif de Lille et de la cour administrative d'appel de Douai.

## Population et société

### Démographie

#### Évolution démographique
L'évolution du nombre d'habitants est connue à travers les recensements de la population effectués dans la commune depuis 1800. Pour les communes de moins de 10 000 habitants, une enquête de recensement portant sur toute la population est réalisée tous les cinq ans, les populations de référence des années intermédiaires étant quant à elles estimées par interpolation ou extrapolation. Pour la commune, le premier recensement exhaustif entrant dans le cadre du nouveau dispositif a été réalisé en 2007.

En 2022, la commune comptait 863 habitants, en évolution de −4,64 % par rapport à 2016 (Nord : +0,51 %, France hors Mayotte : +2,11 %).
| 1800 | 1806 | 1821 | 1831 | 1836 | 1841 | 1846 | 1851 | 1856 |
| ---- | ---- | ---- | ---- | ---- | ---- | ---- | ---- | ---- |
| 176  | 266  | 359  | 415  | 445  | 519  | 510  | 540  | 526  |

| 1861 | 1866 | 1872 | 1876 | 1881 | 1886 | 1891 | 1896 | 1901 |
| ---- | ---- | ---- | ---- | ---- | ---- | ---- | ---- | ---- |
| 540  | 499  | 495  | 505  | 509  | 517  | 502  | 510  | 557  |

| 1906 | 1911 | 1921 | 1926 | 1931 | 1936 | 1946 | 1954 | 1962 |
| ---- | ---- | ---- | ---- | ---- | ---- | ---- | ---- | ---- |
| 583  | 565  | 497  | 538  | 604  | 657  | 666  | 692  | 730  |

| 1968 | 1975 | 1982 | 1990 | 1999 | 2006 | 2007 | 2012 | 2017 |
| ---- | ---- | ---- | ---- | ---- | ---- | ---- | ---- | ---- |
| 797  | 763  | 766  | 717  | 814  | 911  | 925  | 940  | 886  |

| 2022 | - | - | - | - | - | - | - | - |
| ---- | - | - | - | - | - | - | - | - |
| 863  | - | - | - | - | - | - | - | - |

#### Pyramide des âges
La population de la commune est relativement jeune.
En 2018, le taux de personnes d'un âge inférieur à 30 ans s'élève à 31,9 %, soit en dessous de la moyenne départementale (39,5 %). À l'inverse, le taux de personnes d'âge supérieur à 60 ans est de 27,0 % la même année, alors qu'il est de 22,5 % au niveau départemental.
En 2018, la commune comptait 431 hommes pour 450 femmes, soit un taux de 51,08 % de femmes, légèrement inférieur au taux départemental (51,77 %).
Les pyramides des âges de la commune et du département s'établissent comme suit.
| Hommes | Classe d’âge | Femmes |
| ------ | ------------ | ------ |
| 0,2    | 90 ou +      | 1,4    |
| 7,3    | 75-89 ans    | 10,6   |
| 16,6   | 60-74 ans    | 17,9   |
| 25,6   | 45-59 ans    | 22,8   |
| 16,3   | 30-44 ans    | 17,4   |
| 18,7   | 15-29 ans    | 13,9   |
| 15,2   | 0-14 ans     | 16,1   |

| Hommes | Classe d’âge | Femmes |
| ------ | ------------ | ------ |
| 0,5    | 90 ou +      | 1,4    |
| 5,3    | 75-89 ans    | 8,1    |
| 14,8   | 60-74 ans    | 16,2   |
| 19,1   | 45-59 ans    | 18,4   |
| 19,5   | 30-44 ans    | 18,7   |
| 20,7   | 15-29 ans    | 19,1   |
| 20,2   | 0-14 ans     | 18     |

## Économie
- Brasserie Terre et Tradition

## Lieux et monuments
- Secteur pavé de Verchain-Maugré à Quérénaing

Petite chapelle édifiée à l'endroit du mur des fusillés du 25 août 1914, rue Jean Monnet à Quérénaing.
Église Saint-Landelin, au centre du village.

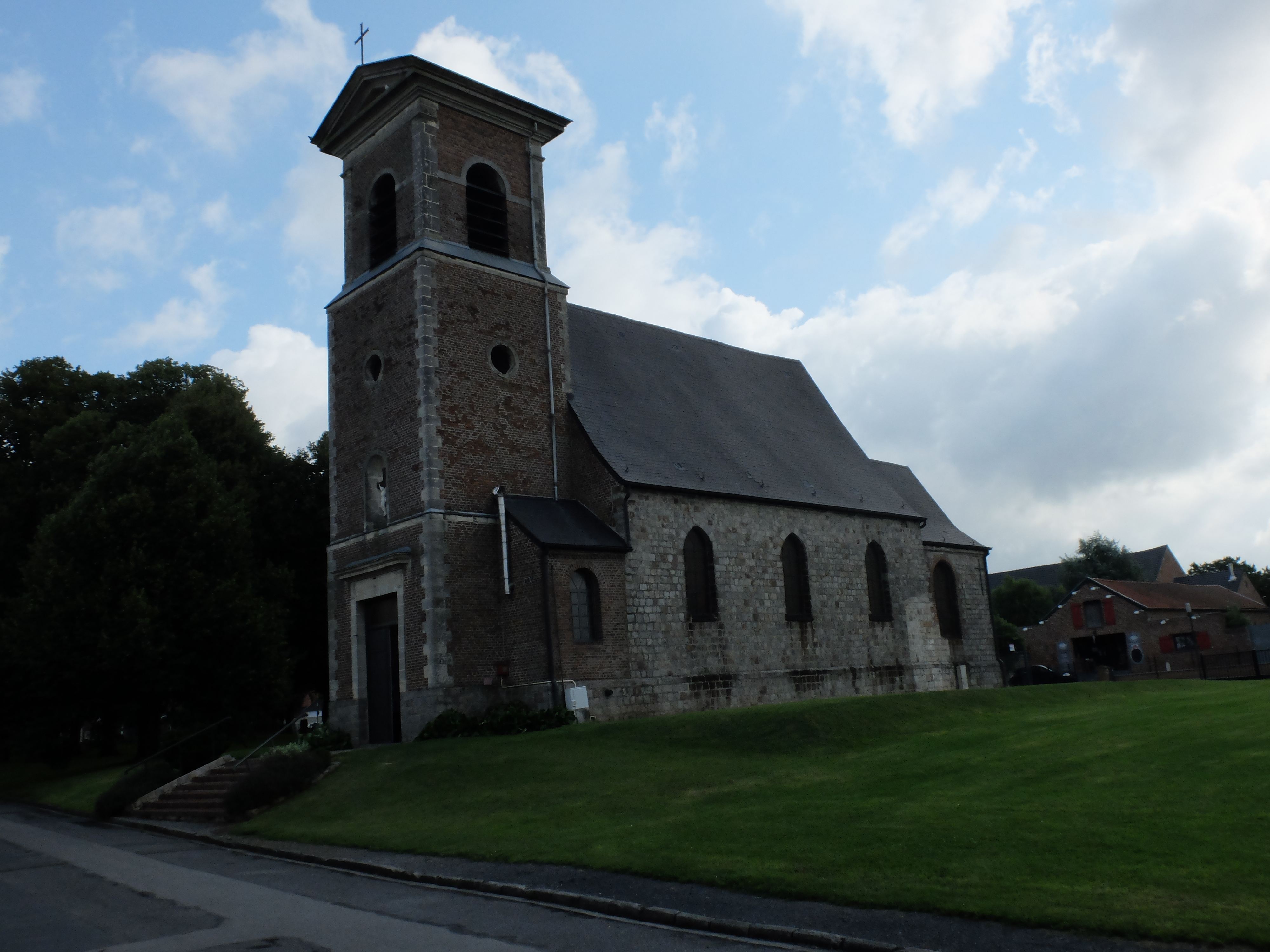
L'église.
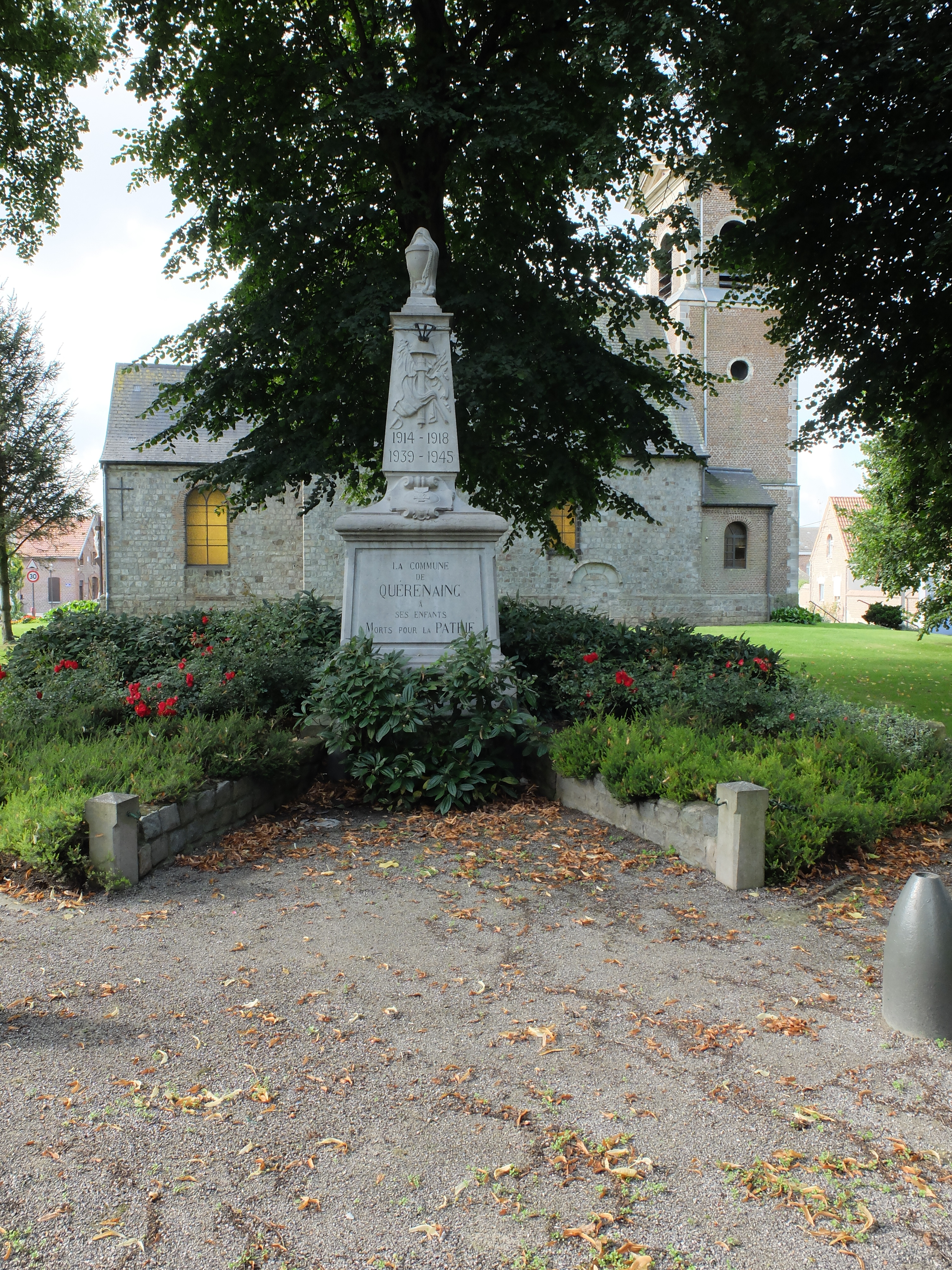
Le monument aux morts.

## Pour approfondir